# Wladimir Petrowitsch Tkatschenko
Wladimir Petrowitsch Tkatschenko oder Wolodymyr Tkatschenko (russisch Владимир Петрович Ткаченко; * 20. September 1957 in Sotschi, Russische SFSR) ist ein ehemaliger sowjetischer Basketballspieler.
Tkatschenko spielte bis 1982 bei BK Budiwelnyk Kiew und wechselte dann zu ZSKA Moskau, wo er bis 1989 blieb. Am Ende seiner Karriere spielte er eine Saison im spanischen Guadalajara. Mit Moskau war er 1983, 1984 und 1988 jeweils sowjetischer Meister.
Mit der Nationalmannschaft der UdSSR gewann er bei den Olympischen Spielen 1976 und 1980 jeweils Bronze; bei der WM 1982 wurde er Weltmeister.

## Sportliche Karriere
Tkatschenko war 1973 Kadetten-Europameister. 1974 belegte er den fünften Platz bei den Junioren-Europameisterschaften, es blieb sein einziges internationales Turnier ohne Medaille. Im August 1976 war er mit der sowjetischen Auswahl Zweiter der Junioreneuropameisterschaften hinter Jugoslawien. Bereits im Juli 1976 war Tkatschenko mit der sowjetischen Nationalmannschaft bei den Olympischen Spielen in Montreal angetreten. Die Mannschaft der UdSSR gewann ihre Vorrundengruppe vor den Kanadiern. Im Halbfinale unterlag die sowjetische Mannschaft den Jugoslawen, konnte aber die Bronzemedaille durch einen 100:72-Sieg gegen Kanada erkämpfen. Tkatschenko erzielte in sieben Spielen 83 Punkte. Bei der Europameisterschaft 1977 in Belgien siegten im Finale die Jugoslawen mit 74:61 gegen die UdSSR-Auswahl. Tkatschenko warf 101 Punkte in sieben Spielen, davon 16 im Finale.
Im Jahr darauf fand in Manila die Weltmeisterschaft 1978 statt. Gastgeber Philippinen und der Titelverteidiger aus der Sowjetunion waren direkt für die Finalrunde qualifiziert, sechs Mannschaften kamen über die Vorrunde hinzu. In der Finalrunde siegten die Jugoslawen in allen Spielen, gegen die Sowjetunion endete das Spiel 105:92. Die beiden Erstplatzierten der Finalrunde trafen im Finale noch einmal aufeinander und die Jugoslawen siegten hier mit 82:81 über die Mannschaft aus der UdSSR. Tkatschenko erzielte 116 Punkte in acht Spielen und war damit Topscorer seiner Mannschaft. Im Finale warf er 14 Punkte. Die Europameisterschaft 1979 fand in Italien statt. Die letzten drei Titel hatten die Jugoslawen gewonnen, die diesmal nur Dritte wurden. Im Finale traf die Mannschaft aus der UdSSR auf Israel und gewann mit 98:76. Tkatschenko erzielte 121 Punkte in acht Spielen, davon 29 im Finale. Bei den Olympischen Spielen 1980 in Moskau verlor die Mannschaft aus der UdSSR gegen die Jugoslawen und gegen die Italiener, die dann im Finale aufeinander trafen. Im Spiel um den dritten Platz besiegte die sowjetische Mannschaft die Spanier mit 117:94. Tkatschenko erzielte 94 Punkte in sieben Spielen.
Bei der Europameisterschaft 1981 in der Tschechoslowakei gewann die Mannschaft aus der Sowjetunion alle Spiele, im Finale besiegte sie die Jugoslawen mit 84:67. Tkatschenko warf 87 Punkte in acht Spielen. Im Jahr darauf fand in Kolumbien die Weltmeisterschaft 1982 statt. Die sowjetische Mannschaft gewann alle Spiele in ihrer Vorrundengruppe und unterlag in der Finalrunde nur der Mannschaft aus den Vereinigten Staaten mit 93:99. Im Finale trafen die beiden Mannschaften als Erstplatzierte der Finalrunde erneut aufeinander und nun gewann die Mannschaft der UdSSR mit 95:94. Tkatschenko erzielte 97 Punkte in acht Spielen. In den beiden Spielen gegen die USA traf er mit vier und acht Punkten unterdurchschnittlich.
1983 bei der Europameisterschaft in Frankreich war Tkatschenko nicht im Kader und 1984 war die sowjetische Mannschaft zwar für die Olympischen Spiele qualifiziert, konnte aber wegen des Olympiaboykotts nicht antreten. Bei der Europameisterschaft 1985 war Tkatschenko dabei, die Mannschaft der UdSSR gewann das Finale gegen die Mannschaft aus der Tschechoslowakei mit 120:89. Tkatschenko erzielte 40 Punkte in sechs Spielen. Bei der Weltmeisterschaft 1986 in Spanien gewann die Mannschaft der UdSSR im Halbfinale mit 91:90 gegen Jugoslawien, im Finale siegte die Mannschaft der Vereinigten Staaten mit 87 zu 85 gegen die sowjetische Auswahl. Tkatschenko warf in den ersten fünf Spielen des Turniers 31 Punkte und kam dann nicht mehr zum Einsatz. Im Jahr darauf bei der Europameisterschaft 1987 in Griechenland gewann die griechische Mannschaft das Finale nach Verlängerung mit 103:101. Tkatschenko erzielte 69 Punkte in sieben Spielen, davon 14 Punkte im Finale. 1988 nahm Tkatschenko zwar am Qualifikationsturnier für die Olympischen Spiele teil, nicht aber am olympischen Turnier in Seoul.
2015 wurde Tkatschenko in die FIBA Hall of Fame aufgenommen.